# Géomythologie
 (octobre 2024).
La géomythologie est une discipline historico-scientifique complémentaire de l'ethnopaléontologie, formalisée au début des années 1970 par la géologue américaine Dorothy Vitaliano, qui cherche à expliquer l'origine des mythes recelant la trace d'événements géologiques, d'éléments paléontologiques ou géomorphologiques. Ces traces sont reprises, remaniées, transformées et englobées dans des récits mythologiques qui font intervenir des forces et des êtres surnaturels, et dont la connaissance est préservée et transmise au travers des générations dans le contexte spécifique de chaque communauté. 

## Éléments historiques
Le terme « géomythologie » est créé en 1966 par la géologue Dorothy Vitaliano de l'université de l'Indiana. Il est popularisé à la suite d'une intervention en mai 1967 au colloque de géologie de cette université sur le sujet « Geomythology - The Impact of Geology on History and Legend, with Special Reference to Atlantis », au cours de laquelle Vitaliano relie le mythe de l'Atlantide à l'éruption du Santorin qu'elle a étudiée avec son mari Charles, également géologue. Le professeur de folkloristique Richard Dorson (en) qui fait partie du public lui conseille d'écrire un livre sur ce sujet. Elle publie d'abord en 1968 un article qui résume le colloque, « Atlantis: a review essay » dans lequel elle invente le terme de géomythologie, puis écrit en 1973 le livre « Legends of the Earth. Their Geologic Origins », qui relie les légendes à la géologie.
Au XXIe siècle, la géomythologie compte parmi les champs d'étude interdisciplinaires en grand développement comme le confirment les publications sur cette thématique dans des journaux académiques les plus prestigieux tels que Science. Discipline historico-scientifique, elle mobilise géologues, géographes et anthropologues qui croisent les dossiers documentaires avec les données géo-archéologiques pour étudier dans les sociétés à transmission orale les mythes qui, sous un habillage fictif et divertissant, laissent la trace d'éléments géologiques,,.
Une autre preuve de reconnaissance de cette discipline peut être vue dans le processus de valorisation et d'offre géotouristique destinées à des non-spécialistes : le recours aux géomythes locaux peut jouer un rôle important pour attirer les touristes, notamment les géotouristes dont l'imaginaire sur
le patrimoine géologique est amplement forgé par des médias stéréotypés ou une culture de légendes.

## Géomythes
Les géomythes étiologiques chargés de faire connaître l'origine des êtres et des choses (récits originels) et les géomythes eschatologiques qui prédisent la ruine, la destruction et la fin du monde (récits légendaires sur les continents ou les cités englouties, mythes sur le déluge) comprennent des récits associés notamment à des événements géologiques inquiétants ou dangereux tels que les éruptions volcaniques,, les séismes, les tsunamis, les glissements de terrain, la remontée du niveau marin, les inondations ou les fossiles. Les géomythes peuvent être universels (transmis selon un centre unique — théorie de la monogenèse et de la diffusion — ou selon plusieurs endroits éloignés géographiquement et à différentes époques — théorie de la polygenèse) ou régionaux.
Dès l'Antiquité, de nombreuses traces issues d'empreintes fossiles d'espèces de vertébrés disparues sont associées à des dieux, des géants ou des héros. Au Moyen-Âge, elles sont associées à des créatures fantastiques (notamment des dragons), au diable ou des personnages saints.
Les découvertes de fossiles pourraient avoir inspiré les récits relatifs à de nombreux animaux surnaturels, branche de la cryptozoologie, et avoir renforcé l'interprétation évhémériste des mythes,.

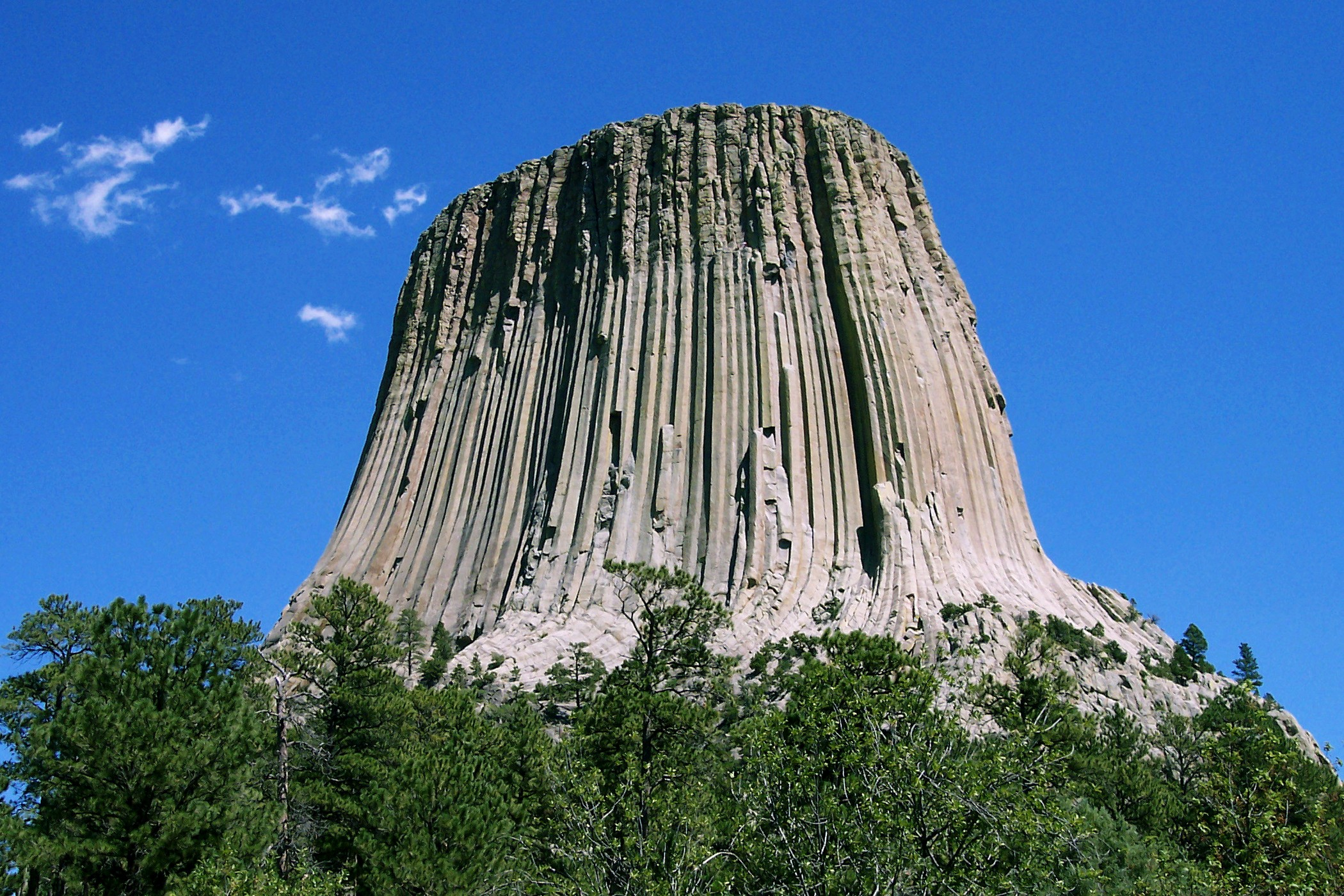
Exemple de géomythe : la « Tour du Diable ». Selon une légende indienne, les prismes des orgues phonolithiques seraient les marques des griffes d'un ours géant affamé cherchant à attraper des jeunes femmes réfugiées sur ce rocher.
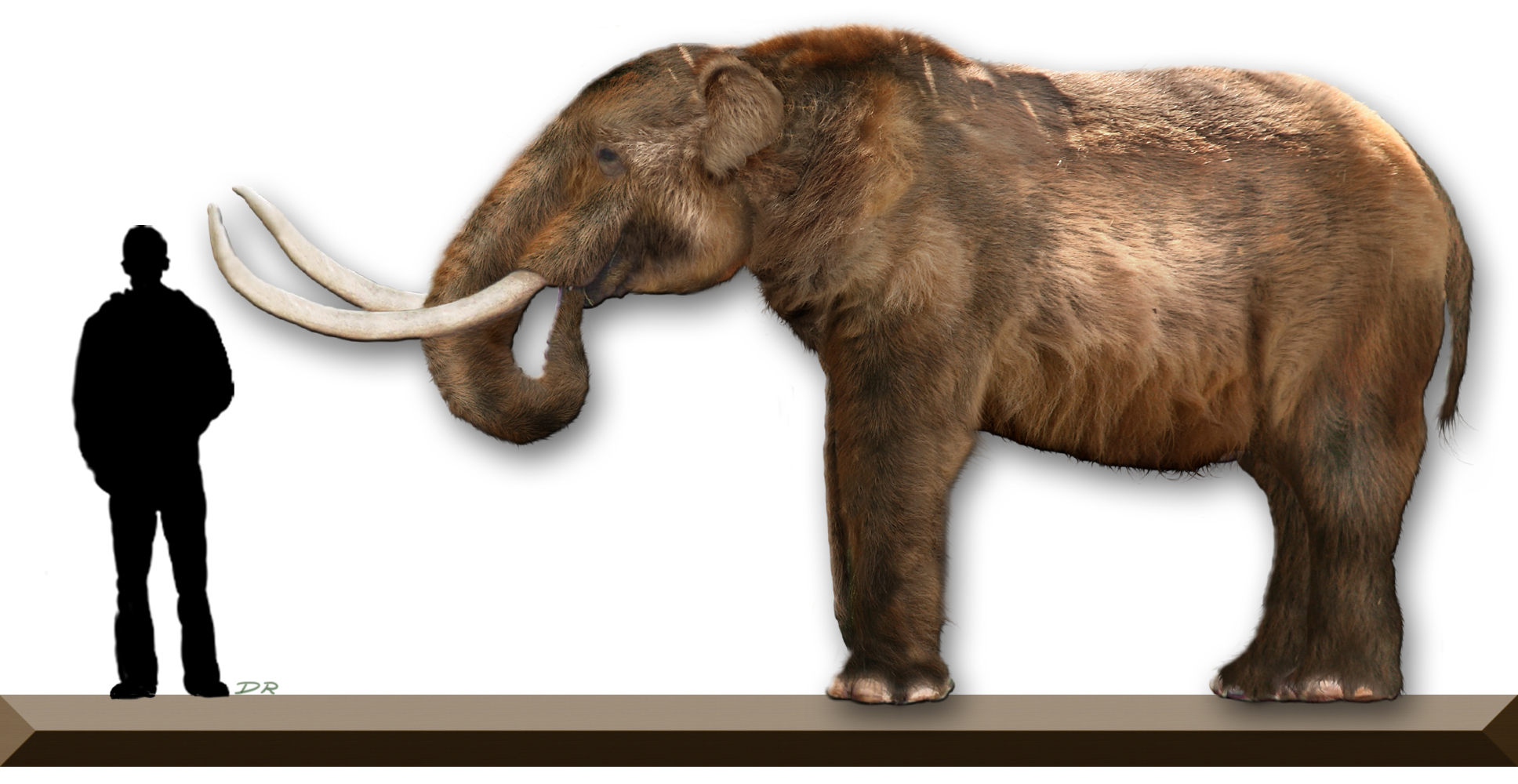
Selon Mayor, la découverte de fossiles de grands mammifères du cénozoïque (notamment les membres des mastodontes) a conduit les communautés hellénistiques à les interpréter comme les os des héros à l'imposante stature ou des Géants de la mythologie grecque[19].
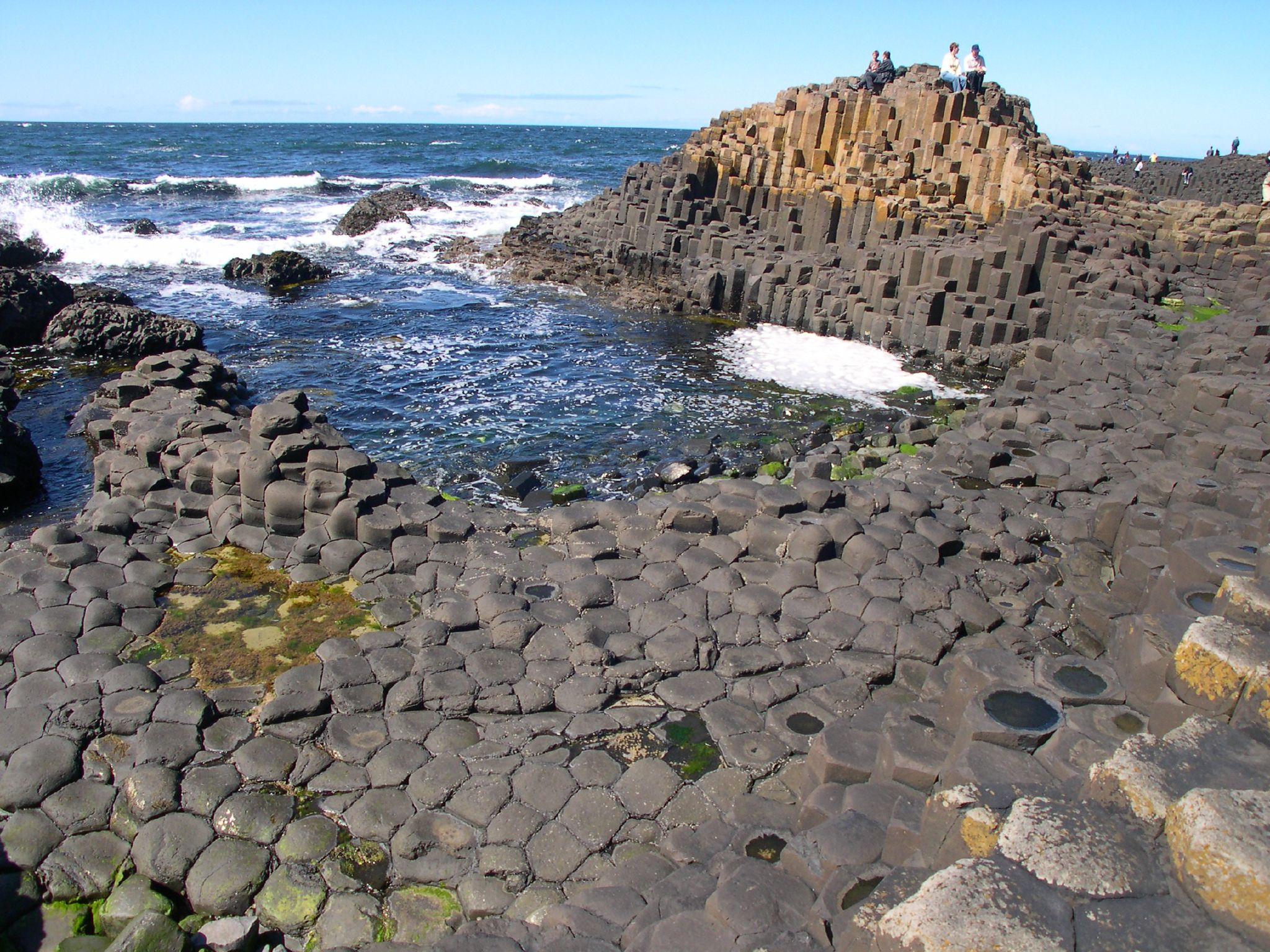
Dans la mythologie celtique irlandaise, la chaussée des Géants est une voie pavée utilisée par des Géants.
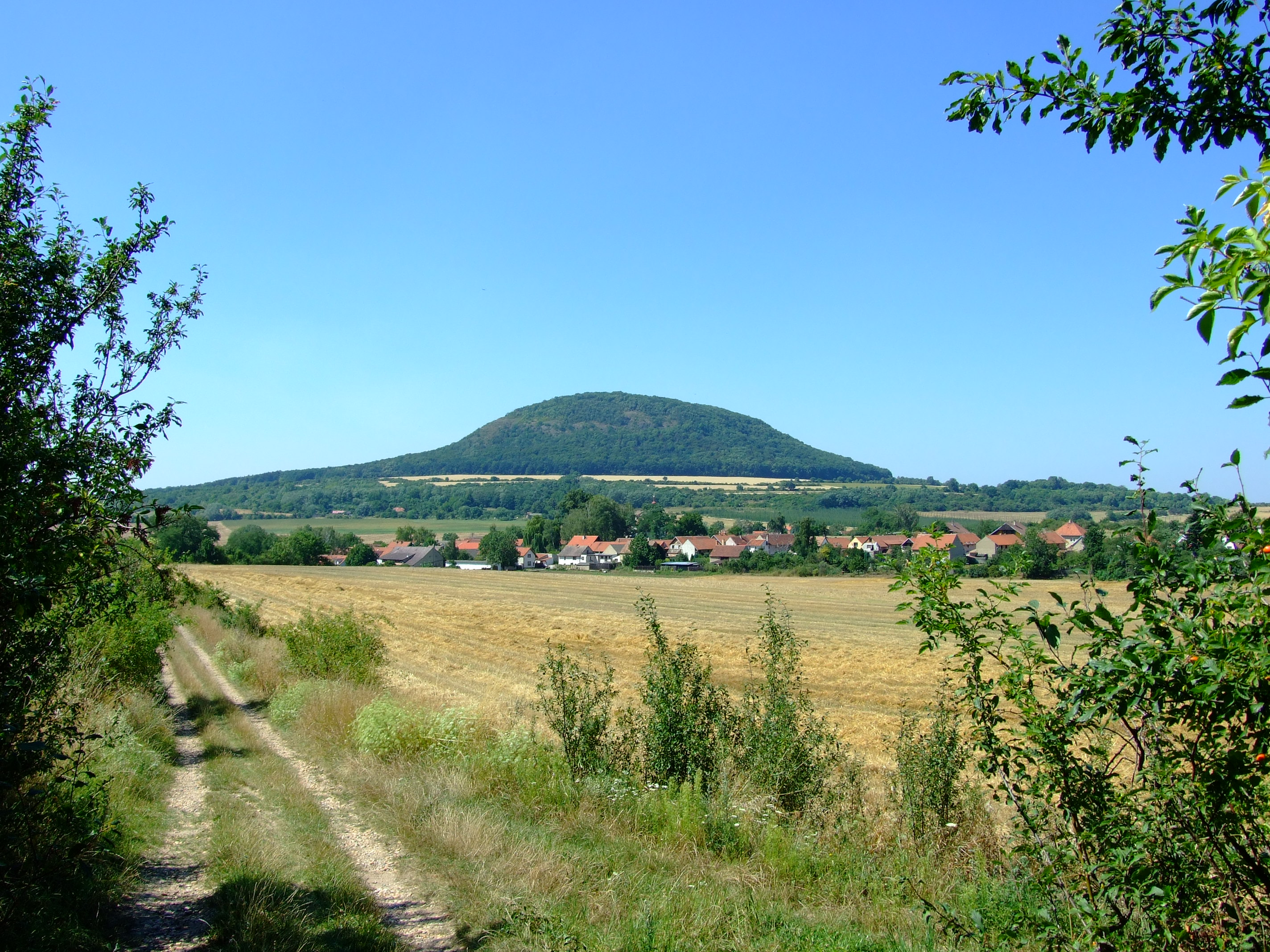
Dans l'histoire de la Tchéquie, le mont Říp en Bohême-Centrale est associé au mythe fondateur du peuple tchèque[20].
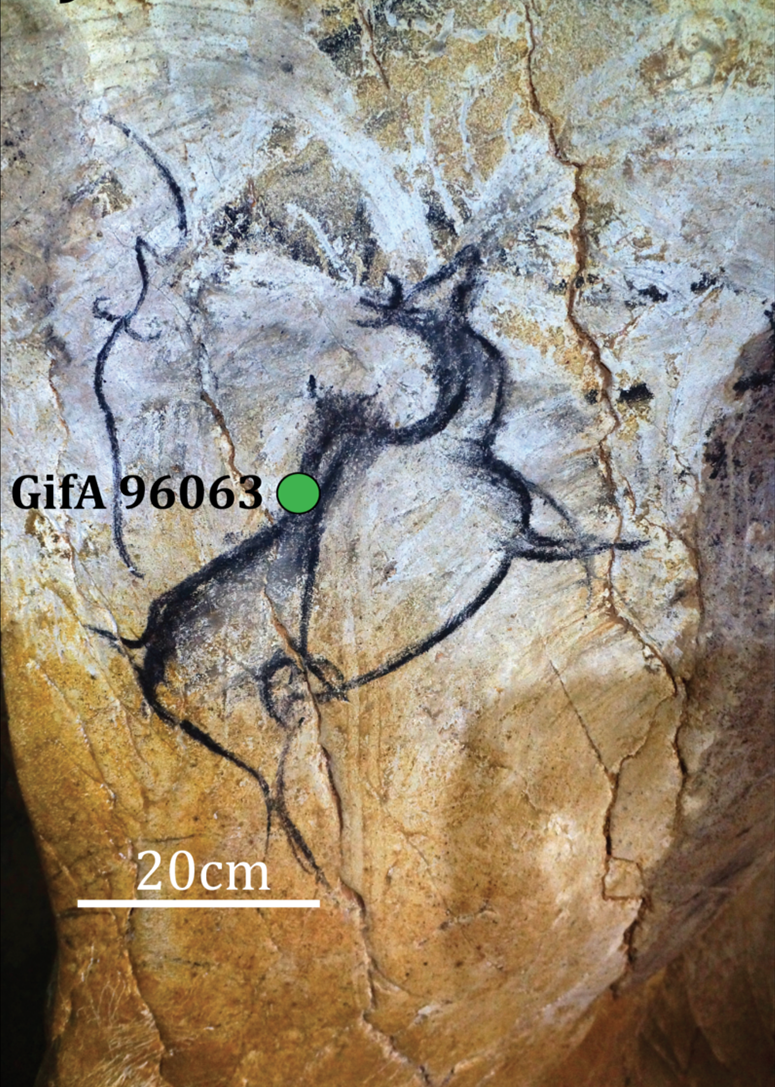
Une des figures en gerbe tracée il y a 36 000 ans dans la galerie des Mégacéros de la grotte Chauvet, pourrait représenter la fontaine de lave d'un volcan en éruption dans le Vivarais tout proche de la grotte[21].
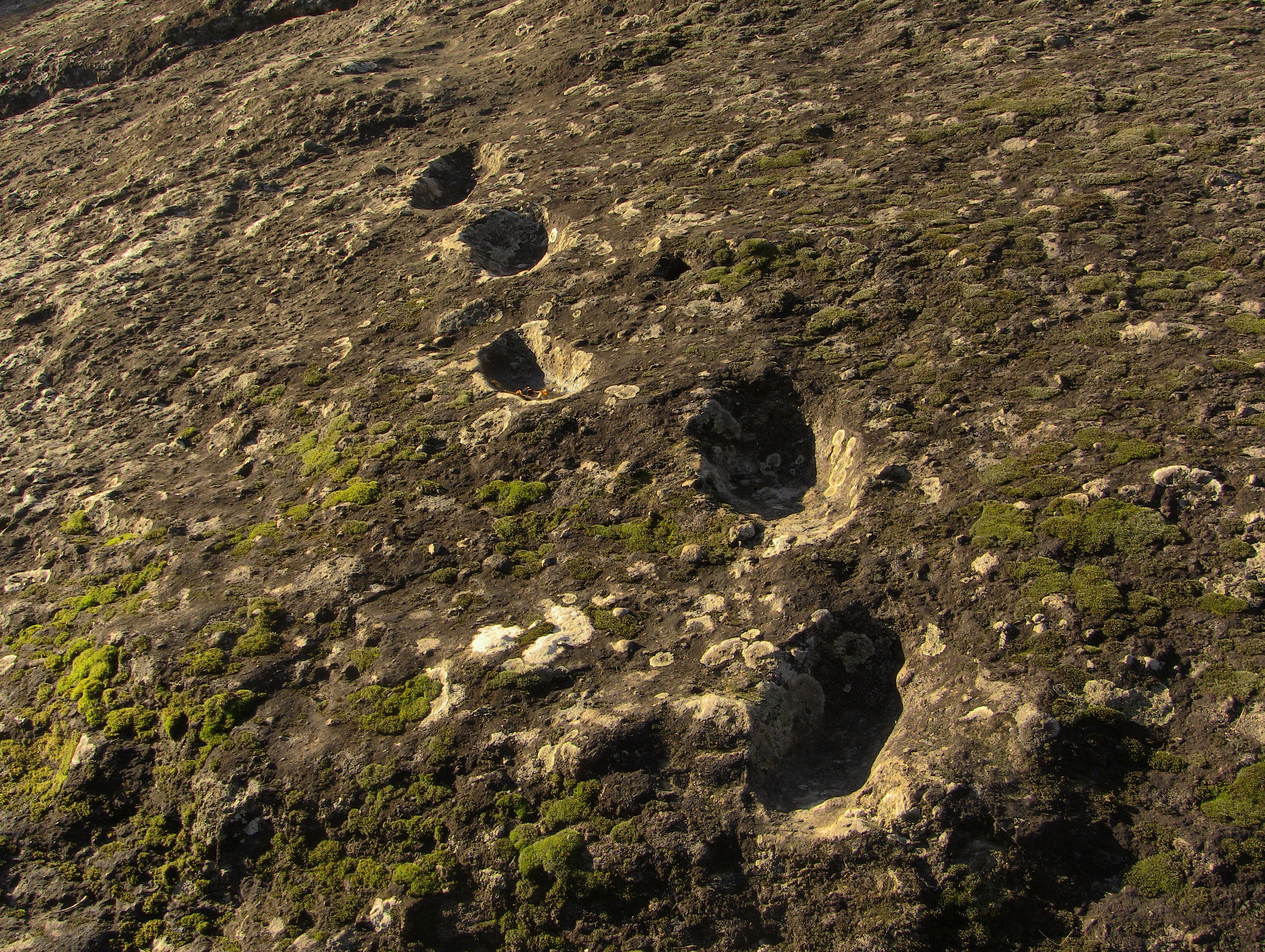
Le Ciampate del Diavolo (en) (littéralement le « sentier du Diable ») sur les pentes du volcan Roccamonfina (en). Considérées par le folklore local comme les traces de pas du Diable, seule créature capable de marcher dans la lave, ce sont en réalité des empreintes fossiles humaines.
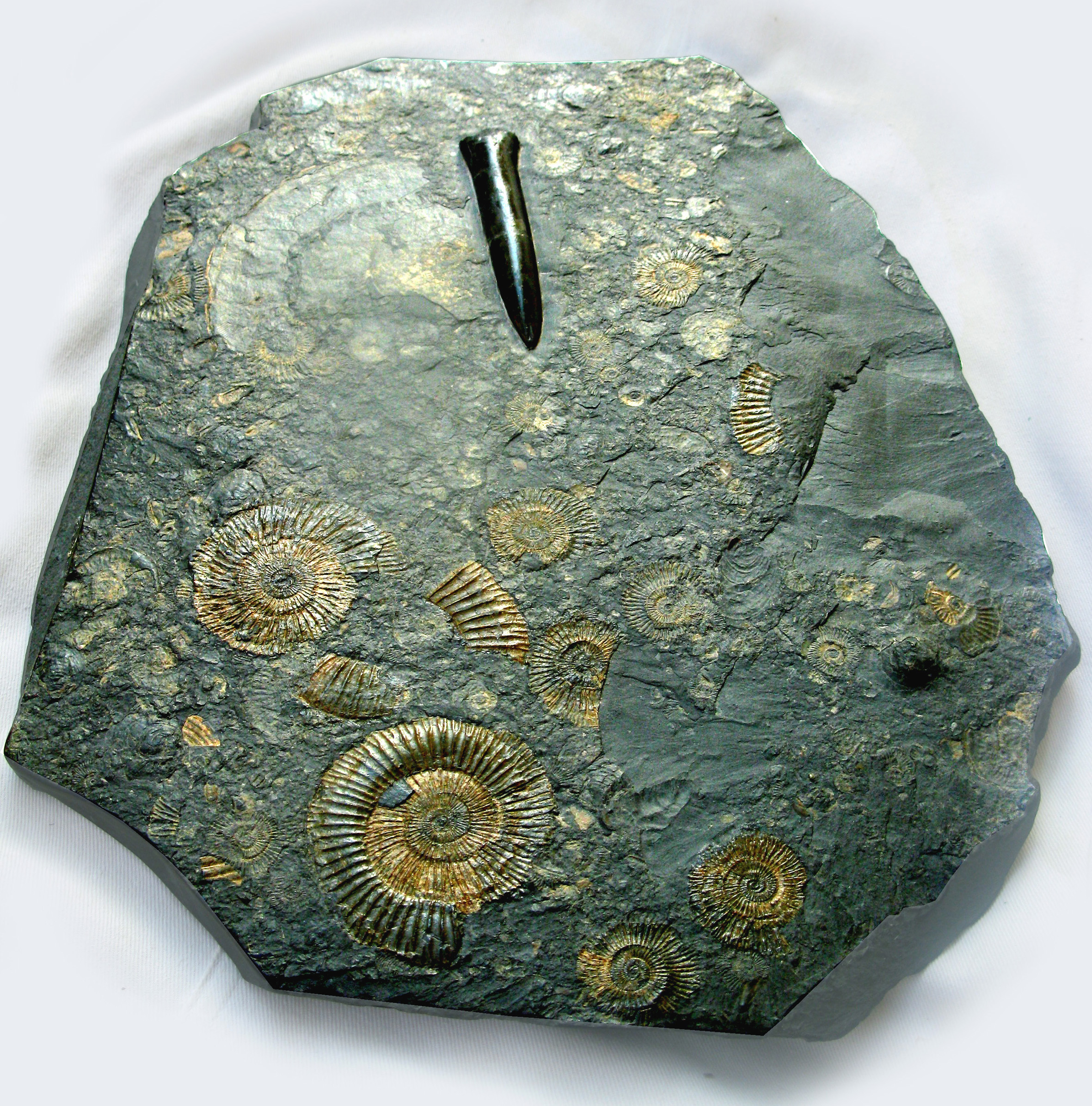
Jusqu'à la Renaissance, les ammonites et le rostre des bélemnites étaient interprétés comme des pierres de foudre[22].
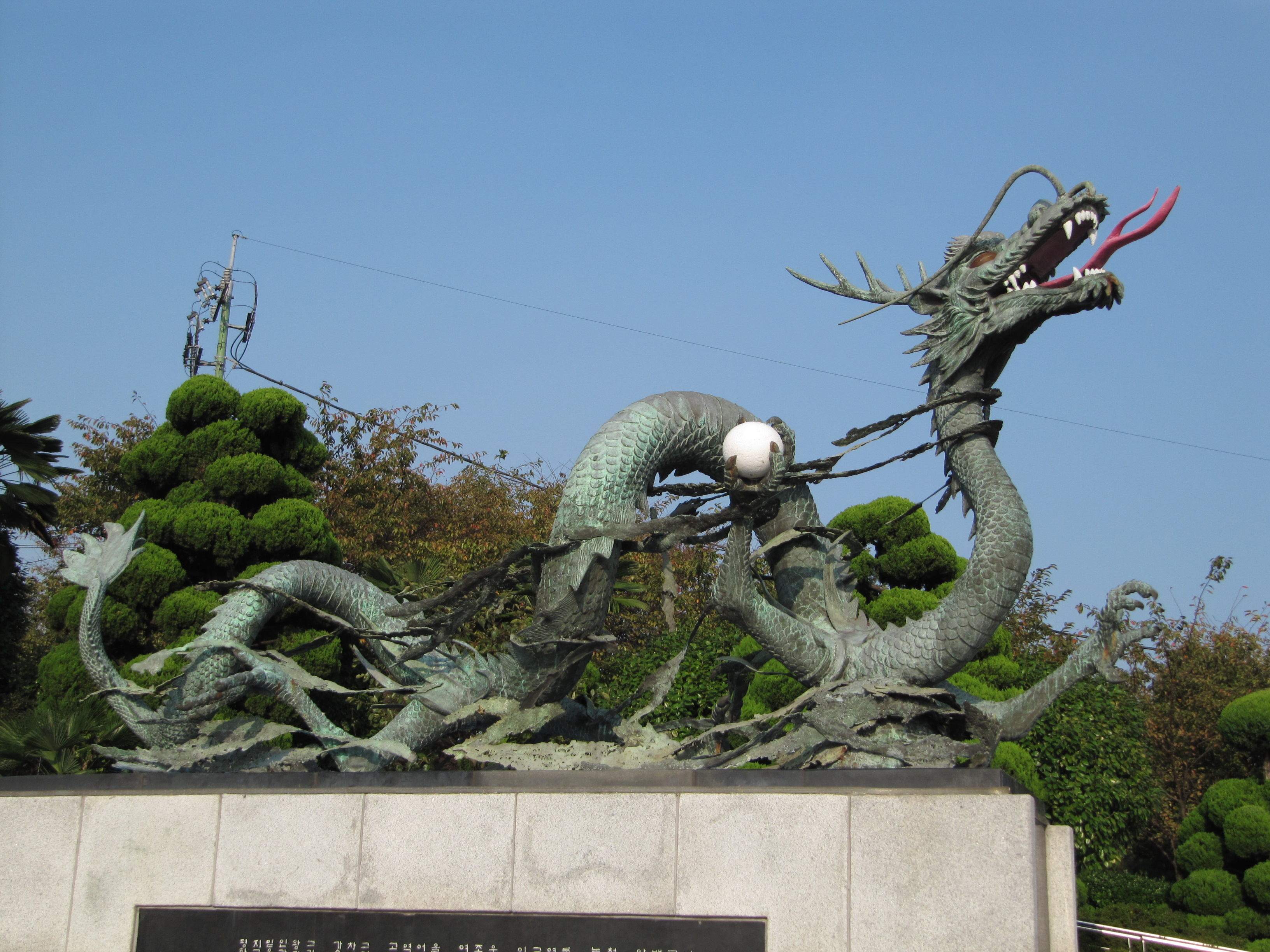
Le dragon oriental porte des cornes sans doute inspirées par les bois fossiles d'un cerf disparu[23].
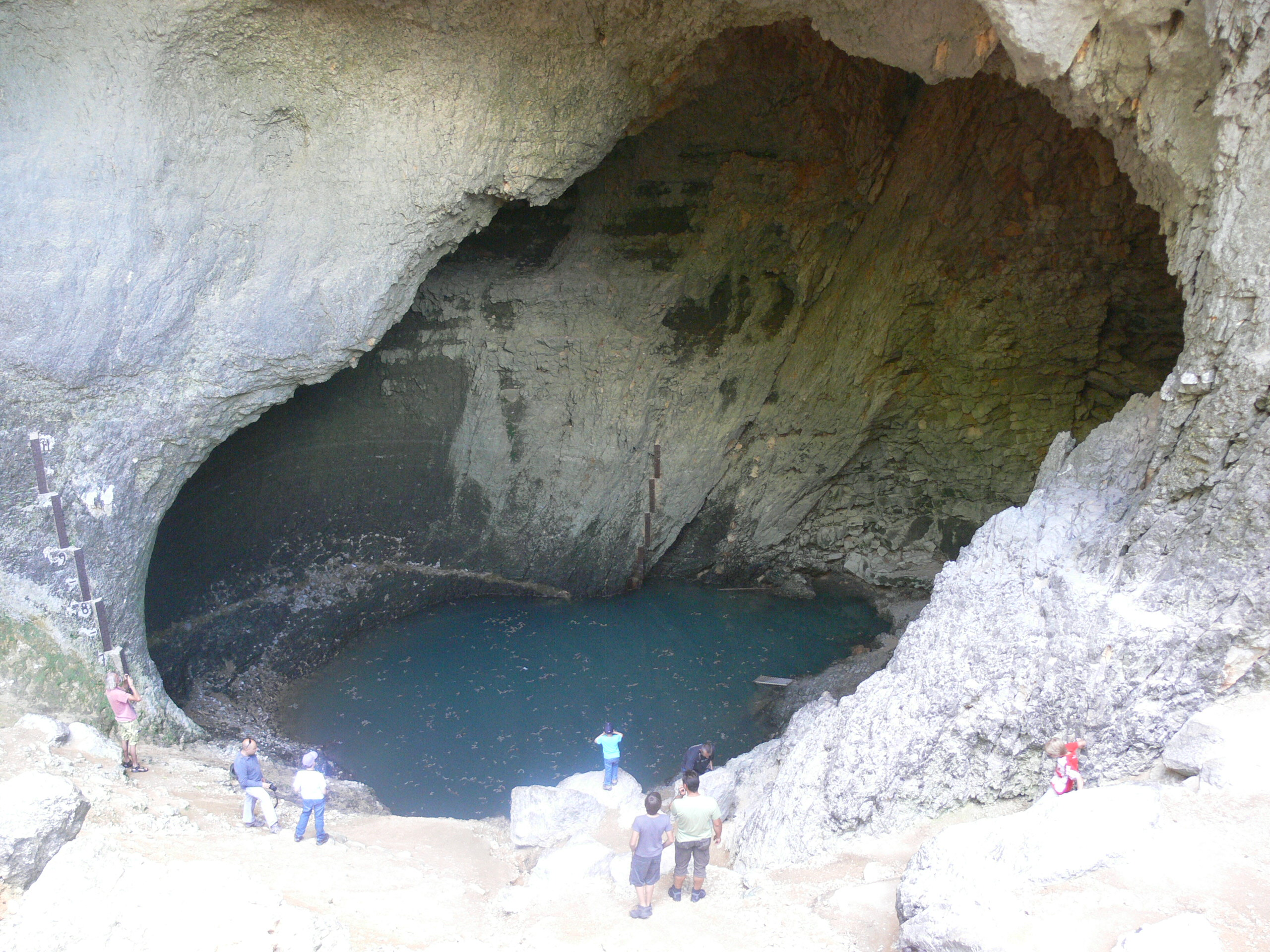
La fontaine de Vaucluse est l'antre du Coulobre.
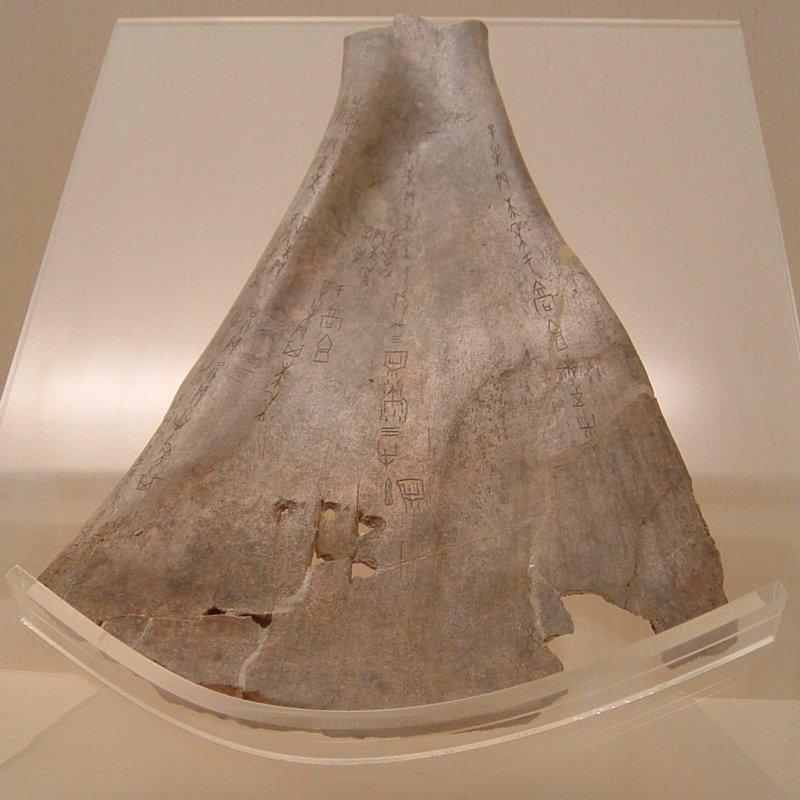
L'art divinatoire chinois recourt notamment aux ossements d'animaux (ici une omoplate fossile de bovin).
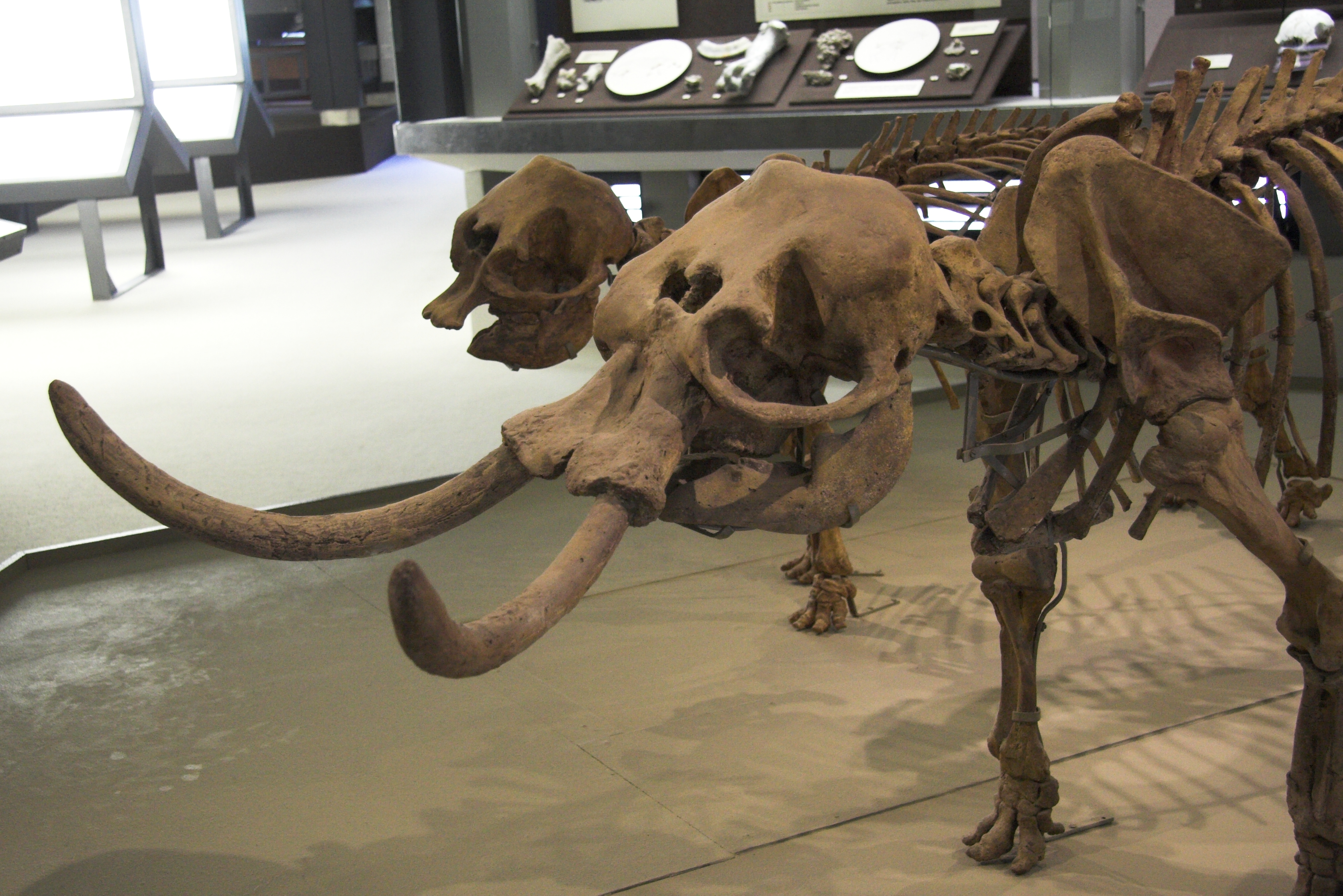
Les fosses nasales confluentes qui initient le démarrage de la trompe de l'éléphant nain ont pu inspirer le géomythe des cyclopes avec leur œil au milieu du front[24].
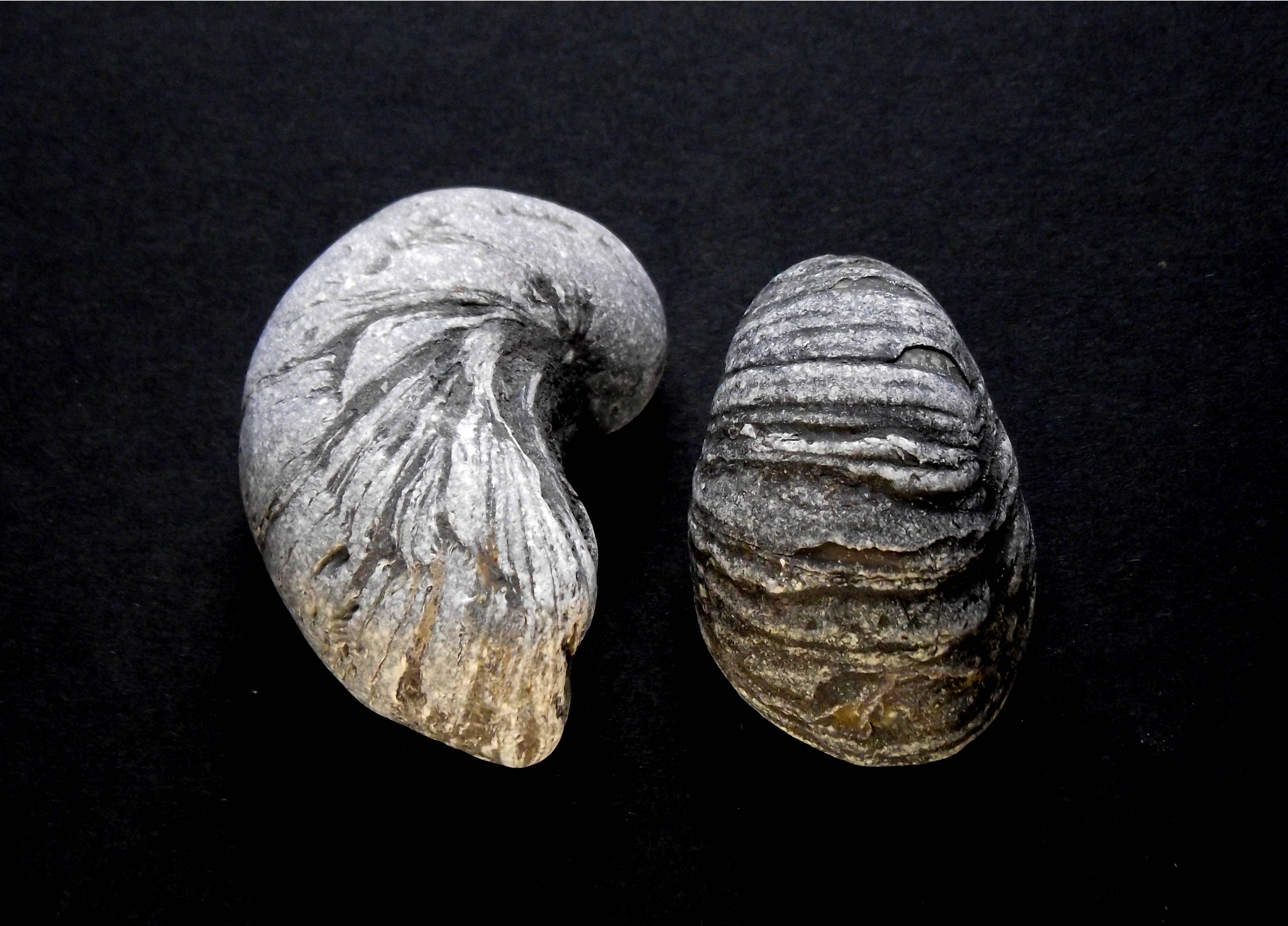
Fossiles de gryphées, autrefois appelés « griffes du diable »[25].
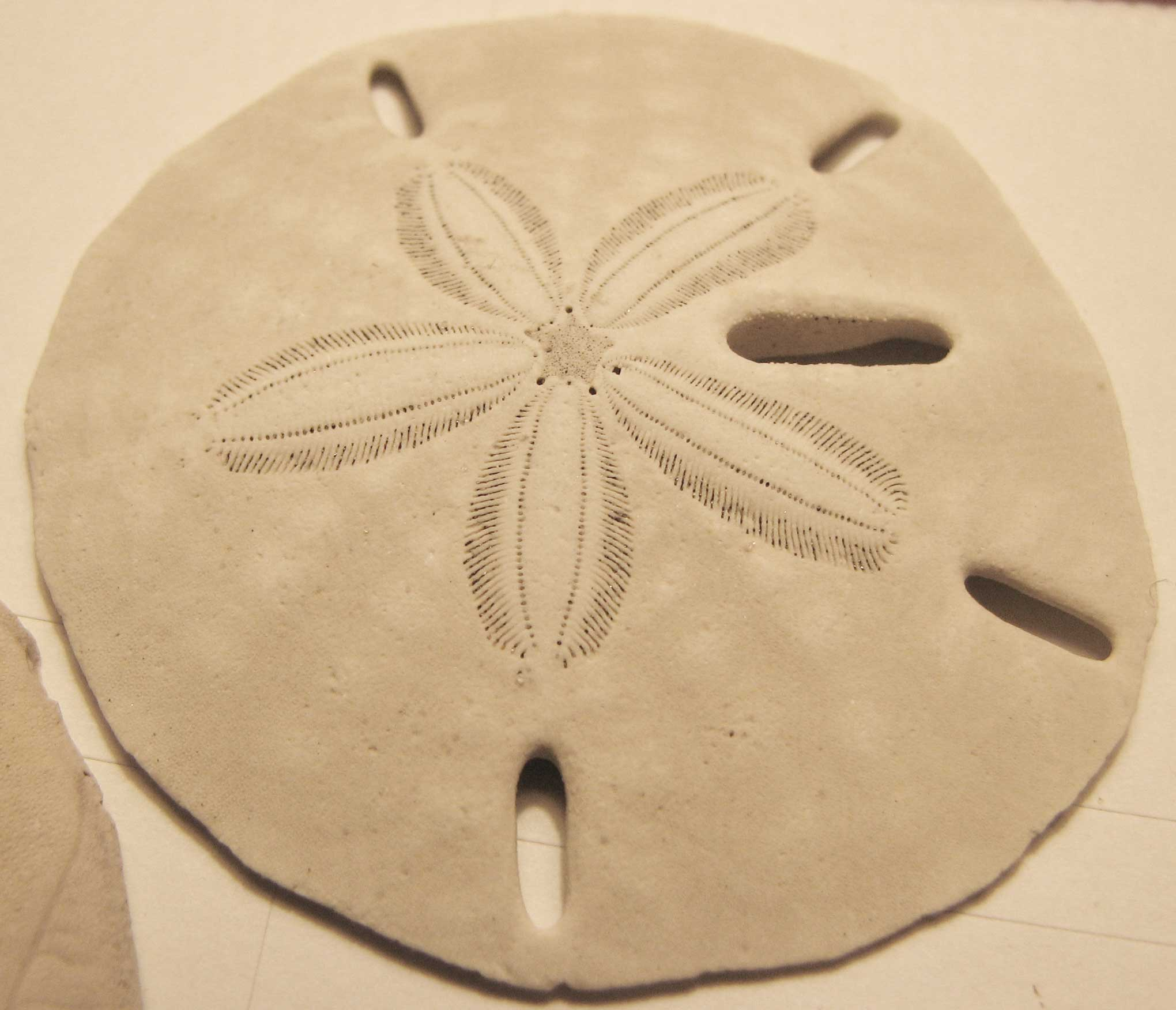
Les fossiles des dollars des sables sont associés à la mythologie chrétienne[26].
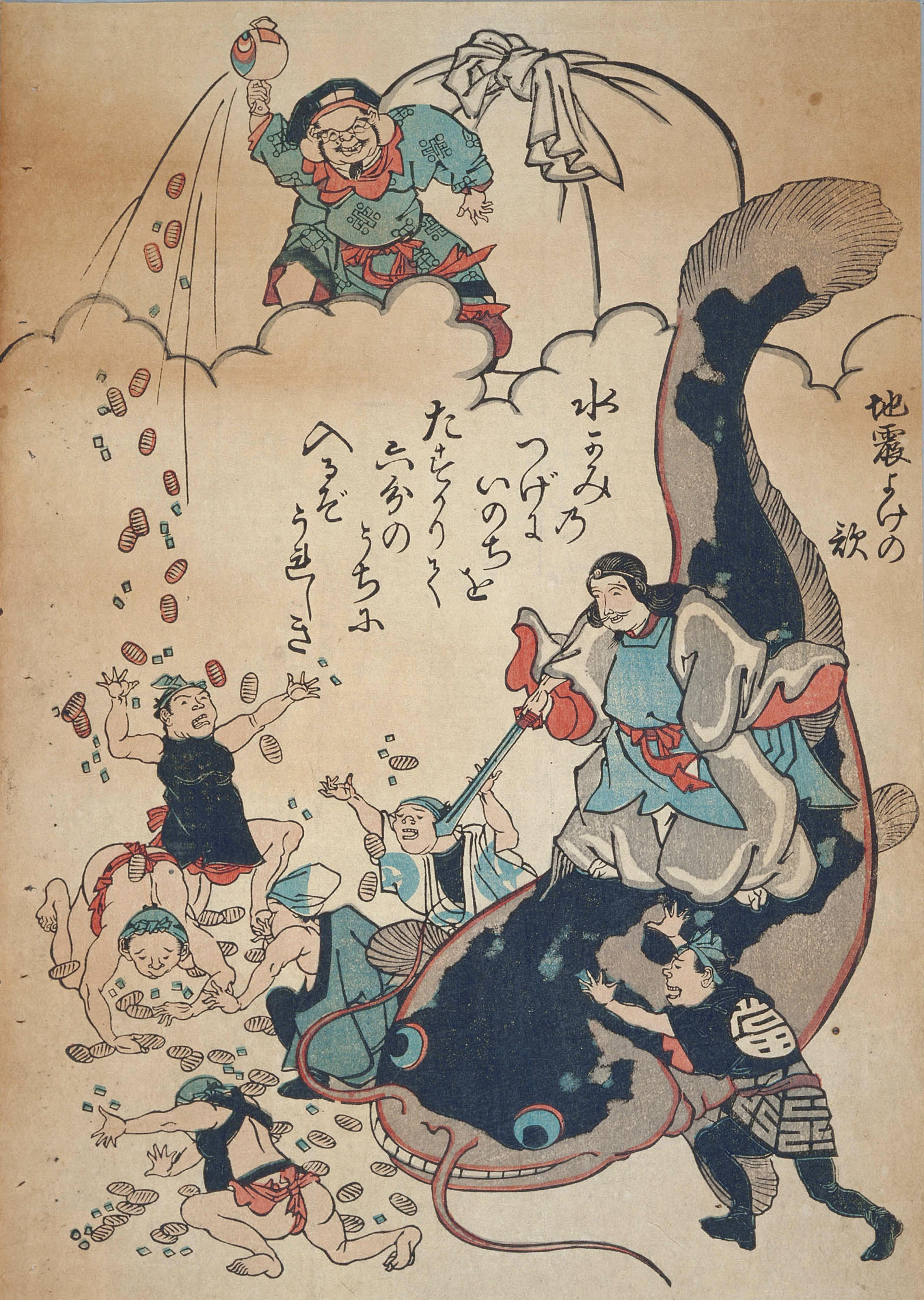
L’ōnamazu, le silure géant responsable des tremblements de terre au Japon.
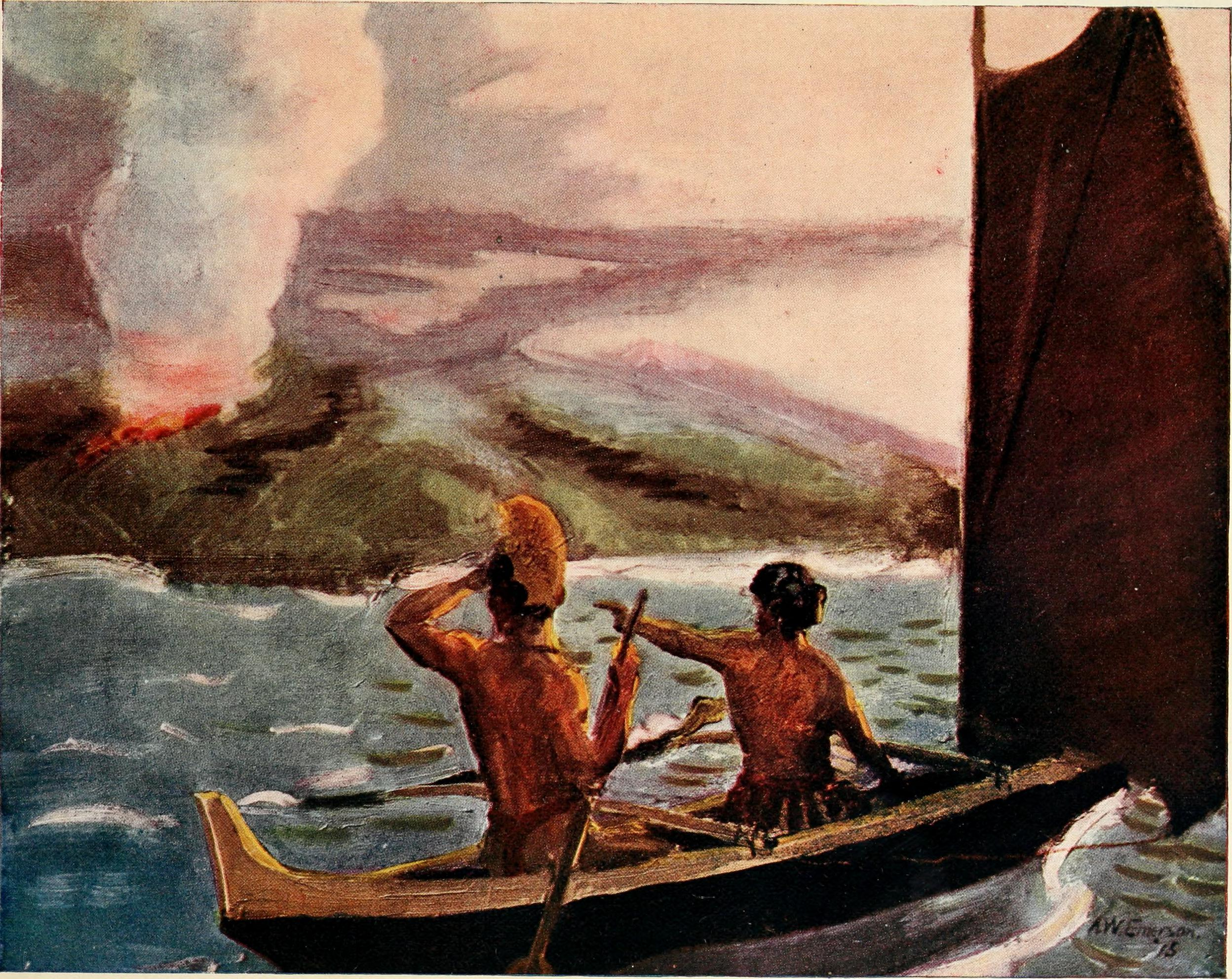
Dans la mythologie hawaïenne, Pélé et sa sœur Hiʻiaka sont probablement associées aux éruptions du Kīlauea[27].
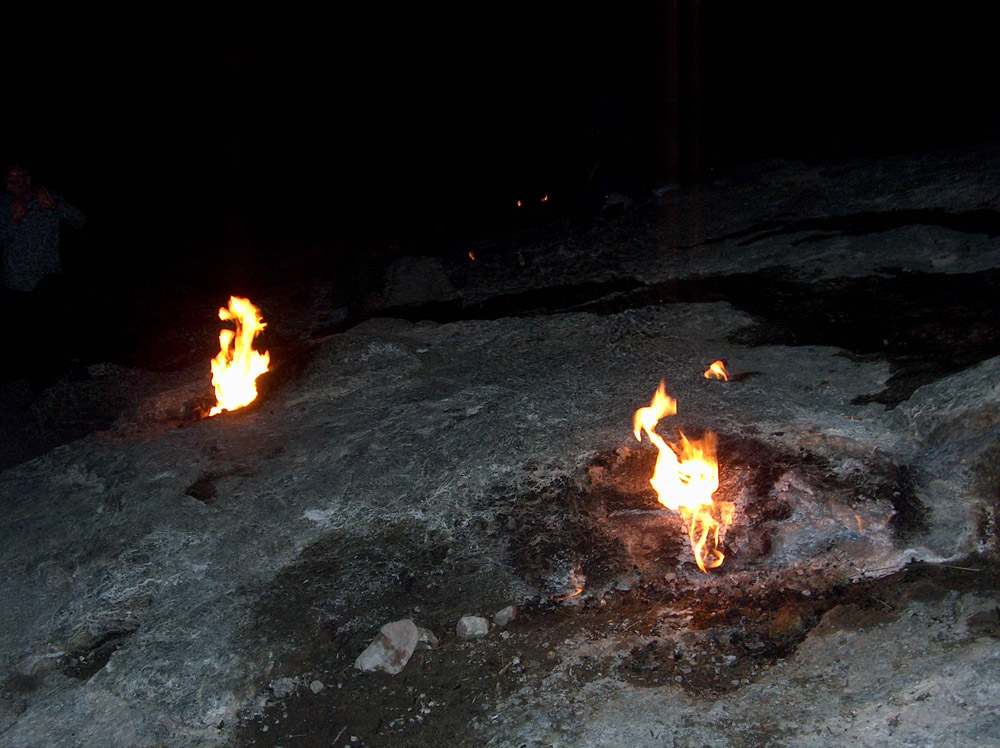
« Feux éternels » près du mont Chimère, en Turquie.